# Gante-Wevelgem 2015
La 77.ª edición de la Gante-Wevelgem fue una clásica ciclista que se disputó el 29 de marzo de 2015 sobre un trazado de 239,1 km. Formó parte del UCI WorldTour 2015, siendo la séptima carrera del calendario de máxima categoría mundial.
La carrera se desarrolló con lluvia, viento y bajas temperaturas. Sumado a las caídas, son factores que influyeron para que sólo 39 ciclistas llegaran al final de meta de los 200 que iniciaron la prueba.
El ganador fue el italiano Luca Paolini quién atacó en solitario a 6 km para el final al grupo de 6 escapados que definieron la competición. Niki Terpstra y Geraint Thomas fueron segundo y tercero respectivamente.

## Equipos participantes
Tomaron parte en la carrera 25 equipos: los 17 UCI ProTeam (al tener asegurada y ser obligatoria su participación), más 8 equipos Profesionales Continentales invitados por la organización.
| Equipo                      | Cód. UCI | Categoría               | Líder                |
| --------------------------- | -------- | ----------------------- | -------------------- |
| AG2R La Mondiale            | ALM      | UCI ProTeam             | Johan Vansummeren    |
| Astana Pro Team             | AST      | UCI ProTeam             | Borut Božič          |
| BMC Racing Team             | BMC      | UCI ProTeam             | Greg Van Avermaet    |
| Etixx-Quick Step            | EQS      | UCI ProTeam             | Mark Cavendish       |
| FDJ                         | FDJ      | UCI ProTeam             | Arnaud Démare        |
| IAM Cycling                 | IAM      | UCI ProTeam             | Sylvain Chavanel     |
| Team Katusha                | KAT      | UCI ProTeam             | Alexander Kristoff   |
| Lampre-Merida               | LAM      | UCI ProTeam             | Filippo Pozzato      |
| Lotto-Soudal                | LTS      | UCI ProTeam             | André Greipel        |
| Movistar Team               | MOV      | UCI ProTeam             | Juan José Lobato     |
| Orica GreenEDGE             | OGE      | UCI ProTeam             | Luke Durbridge       |
| Team Sky                    | SKY      | UCI ProTeam             | Elia Viviani         |
| Team Cannondale-Garmin      | TCG      | UCI ProTeam             | Jack Bauer           |
| Tinkoff-Saxo                | TCS      | UCI ProTeam             | Peter Sagan          |
| Trek Factory Racing         | TFR      | UCI ProTeam             | Giacomo Nizzolo      |
| Team Giant-Alpecin          | TGA      | UCI ProTeam             | John Degenkolb       |
| Team Lotto NL-Jumbo         | TLJ      | UCI ProTeam             | Sep Vanmarcke        |
| Bora-Argon 18               | BOA      | Profesional Continental | Sam Bennett          |
| Cofidis, Solutions Crédits  | COF      | Profesional Continental | Nacer Bouhanni       |
| MTN Qhubeka                 | MTN      | Profesional Continental | Edvald Boasson Hagen |
| Team Europcar               | EUC      | Profesional Continental | Jimmy Engoulvent     |
| Roompot Oranje Peloton      | TNN      | Profesional Continental | Johnny Hoogerland    |
| Southeast                   | STH      | Profesional Continental | Alessandro Petacchi  |
| Topsport Vlaanderen-Baloise | TSV      | Profesional Continental | Jelle Wallays        |
| Wanty-Groupe Gobert         | WGG      | Profesional Continental | Marco Marcato        |

## Recorrido
La carrera tuvo 9 muros y comenzó en las cercanías de Gante, más excactamente en Deinze. Recorrió el Flandes occidental hasta llegar a la frontera con Francia y en la villa de Oost-Cappel se entró en el país galo y se puso rumbo a Cassel para subir dos veces el Casselberg por caminos distintos. Cinco kilómetros antes de regresar a Bélgica, subieronn el Catsberg y ya nuevamente en el Flandes occidental, entraronn en un circuito que realizaron dos veces, subiendo el Baneberg, el Kemmelberg y el Monteberg. Desde allí el recorrido los llevó a Ypres y luego el final en Wevelgem.
| Número | Nombre     | Km  |
| ------ | ---------- | --- |
| 1      | Casselberg | 120 |
| 2      | Casselberg | 126 |
| 3      | Catsberg   | 143 |
| 4      | Baneberg   | 152 |
| 5      | Kemmelberg | 160 |
| 6      | Monteberg  | 164 |
| 7      | Baneberg   | 193 |
| 8      | Kemmelberg | 201 |
| 9      | Monteberg  | 205 |

## UCI World Tour
La Gante-Wevelgem otorgó puntos para el UCI WorldTour 2015, solamente para corredores de equipos UCI ProTeam. La siguiente tabla corresponde al baremo de puntuación:
| Posición   | 1º | 2º | 3º | 4º | 5º | 6º | 7º | 8º | 9º | 10º |
| Puntuación | 80 | 60 | 50 | 40 | 30 | 22 | 14 | 10 | 6  | 2   |

## Clasificación final
| Posición | Ciclista           | Equipo           | Tiempo          | Puntos UCI |
| -------- | ------------------ | ---------------- | --------------- | ---------- |
| 1.º      | Luca Paolini       | Katusha          | 6 h 20 min 55 s | 80         |
| 2.º      | Niki Terpstra      | Etixx-Quick Step | a 11 s          | 60         |
| 3.º      | Geraint Thomas     | Team Sky         | m.t.            | 50         |
| 4.º      | Stijn Vandenbergh  | Etixx-Quick Step | a 18 s          | 40         |
| 5.º      | Jens Debusschere   | Lotto Soudal     | a 26 s          | 30         |
| 6.º      | Sep Vanmarcke      | Lotto NL-Jumbo   | a 40 s          | 22         |
| 7.º      | Jürgen Roelandts   | Lotto-Soudal     | a 1 m 51 s      | 14         |
| 8.º      | Daniel Oss         | BMC Racing       | a 4 m 15 s      | 10         |
| 9.º      | Alexander Kristoff | Katusha          | a 6 m 54 s      | 6          |
| 10.º     | Peter Sagan        | Tinkoff-Saxo     | m.t.            | 2          |

| 11.º | Edward Theuns      | Topsport Vlaanderen-Baloise | m.t. |
| 12.º | Alexey Tsatevitch  | Team Katusha                | m.t. |
| 13.º | Juan José Lobato   | Movistar Team               | m.t. |
| 14.º | Zico Waeytens      | Team Giant-Alpecin          | m.t. |
| 15.º | Arnaud Démare      | FDJ                         | m.t. |
| 16.º | Jempy Drucker      | BMC Racing Team             | m.t. |
| 17.º | Scott Thwaites     | Bora-Argon 18               | m.t. |
| 18.º | Mathew Hayman      | Orica GreenEDGE             | m.t. |
| 19.º | Florian Sénéchal   | Cofidis, Solutions Crédits  | m.t. |
| 20.º | Sylvain Chavanel   | IAM Cycling                 | m.t. |
| 21.º | Björn Leukemans    | Wanty-Groupe Gobert         | m.t. |
| 22.º | Laurens De Vreese  | Astana                      | m.t. |
| 23.º | Eugert Zhupa       | Southeast                   | m.t. |
| 24.º | Grégory Rast       | Trek Factory Racing         | m.t. |
| 25.º | Gerald Ciolek      | MTN Qhubeka                 | m.t. |
| 26.º | Tom Van Asbroeck   | Lotto NL-Jumbo              | m.t. |
| 27.º | Marco Marcato      | Wanty-Groupe Gobert         | m.t. |
| 28.º | Matteo Trentin     | Etixx-Quick Step            | m.t. |
| 29.º | Christian Knees    | Sky                         | m.t. |
| 30.º | Andriy Grivko      | Astana                      | m.t. |
| 31.º | Manuel Quinziato   | BMC                         | m.t. |
| 32.º | Oliver Naesen      | Topsport Vlaanderen-Baloise | m.t. |
| 33.º | Nikolas Maes       | Etixx-Quick Step            | m.t. |
| 34.º | Jens Keukeleire    | Orica GreenEDGE             | m.t. |
| 35.º | Bram Tankink       | Lotto NL-Jumbo              | m.t. |
| 36.º | Greg Van Avermaet  | BMC                         | m.t. |
| 37.º | Jelle Wallays      | Topsport Vlaanderen-Baloise | m.t. |
| 38.º | Zdeněk Štybar      | Etixx-Quick Step            | m.t. |
| 39.º | Maarten Tjallingii | Lotto NL-Jumbo              | m.t. |